# Фаи, Коллинс
Колли́нс Нгора́н Фа́и (фр. Collins Ngoran Fai; 13 августа 1992, Баменда, Камерун) — камерунский футболист, защитник сборной Камеруна.

## Клубная карьера
Фаи начал карьеру на родине, где выступал за «Юнион Дуала» и «Ньялла Куан». В 2012 году Коллинс стал чемпионом страны. В 2013 году Фаи перешёл в бухарестское «Динамо». 19 июля в матче против «Поли Тимишоара» он дебютировал в чемпионате Румынии. В начале 2016 года Фаи перешёл в льежский «Стандард». 20 февраля в матче против «Шарлеруа» он дебютировал в Жюпиле лиге. В своём дебютном сезоне Коллинс стал обладателем Кубка Бельгии. 11 марта 2018 года в поединке против «Остенде» он забил свой первый гол за «Стандард».
В начале 2022 года Фаи перешёл в саудовский «Аль-Таи».

## Международная карьера
11 октября 2016 года в товарищеском матче против сборной Нигерии Фаи дебютировал за сборную Камеруна.
В 2017 году в составе сборной Фаи стал победителем Кубка Африки в Габоне. На турнире он сыграл в матчах против команд Сенегала, Ганы, Египта, Гвинеи-Бисау и Габона.
В том же году Фаи принял участие в Кубке конфедераций в России. На турнире он сыграл в матчах против команд Германии, Австралии и Чили.
В 2019 году в составе сборной Фаи принял участие Кубке Африки в Египте. На турнире он сыграл в матчах против команд Ганы, Бенина и Нигерии.
В 2022 году Фаи в третий раз принял участие в Кубке Африки 2021 в Камеруне. На турнире он сыграл в матчах против команд Эфиопии, Кабо-Верде, Комор, Гамбия, Египта и Буркина-Фасо.

## Достижения
«Юнион Дуала»
- Чемпион Камеруна: 2011/12

«Стандард» (Льеж)
- Обладатель Кубка Бельгии: 2015/16, 2017/18

Камерун
- Обладатель Кубка африканских наций: 2017
- Бронзовый призёр Кубка Африки: 2021